# Эс-Саура
Мадинат-эт-Таура, также Эс-Саура (араб. الثورة‎) (Эт-Табка араб. الطبقة‎;) — город на севере Сирии, расположенный на территории мухафазы Эр-Ракка.
Название Эс-Саура буквально означает «Революция», в честь Революции 8 марта 1963 года. Расположенная вблизи города плотина (Евфратская или Эт-Табка) перекрывает реку Евфрат, образуя водохранилище Эль-Асад. В городе было сосредоточено около тысячи ассирийцев, которые пытались здесь укрыться от жестокостей гражданской войны. С 2013 до 2017 года город был занят Исламским государством. В 2017 году город был занят Демократическими силами Сирии в рамках операции Гнев Евфрата.

## Географическое положение
Город находится в юго-западной части мухафазы, на берегу водохранилища Эль-Асад. Абсолютная высота — 328 метров над уровнем моря.

Эс-Саура расположена на расстоянии приблизительно 40 километров к западу-юго-западу (WSW) от Эр-Ракки, административного центра провинции и на расстоянии 325 километров к северо-северо-востоку (NNE) от Дамаска, столицы страны.

## Демография
По данным последней официальной переписи 1981 года, население составляло 44 782 человека.
Динамика численности населения города по годам:
| 1981   | 1988   | 2003   | 2012    |
| ------ | ------ | ------ | ------- |
| 44 782 | 58 151 | 84 000 | 101 949 |

## Транспорт
Через город проходит железнодорожная магистраль Халеб — Ракка. В 5 километрах к югу от города расположен аэропорт.